# Petrokemija
Petrokemija je področje kemije, ki obsega tehnične postopke in kemijske sinteze za industrijsko pridobivanje produktov iz nafte in zemeljskega plina. Petrokemija je danes nepogrešljiva, saj je poindustrijska družba velik potrošnik nafte. V prihodnosti se bo najverjetneje preusmerila v predelavo različnih obnovljivih virov in proizvajanju biodizla.